# هشام زعبي
هشام زعبي (بالعربية: هشام الزعبي) هو لاعب كرة قدم إسرائيلي في مركز الهجوم، ولد في 16 مايو 1969 في دالية الكرمل في إسرائيل. لعب مع مكابي كفر كنا ومكابي نتانيا ونادي هبوعيل بئر السبع وهبوعيل حيفا وهبوعيل دالية الكرمل.